# أوريل
أوريل (نظام النقل المأهول المحتمل بّي بّي تي إس)، هو مشروع تابع لوكالة الفضاء الاتحادية الروسية (روسكوزموس) يهدف لتطوير جيل جديد من المركبات الفضائية المأهولة القابلة لإعادة الاستخدام جزئيًا.
حتى عام 2016، كان الاسم الرسمي للمشروع هو «سفينة النقل المأهول الجديدة» أو بّي تي كيه إن بّي. كان الهدف من المشروع هو تطوير مركبة فضائية جديدة لتحل محل مركبة سويوز الفضائية التي طورها الاتحاد السوفيتي لدعم المهمات الفضائية في المدار الأرضي المنخفض والمهمات القمرية. تشابه أوريل في وظيفتها مركبة أوريون الأمريكية ومركبة برنامج الطاقم التجاري.
بدأ مشروع بّي بّي تي إس بعد فشل محاولة تطوير نظام نقل فضائي مأهول (سي إس تي إس) بشكل مشترك بين روسيا ووكالة الفضاء الأوروبية (إيسا). بعد رفض الدول الأعضاء في وكالة الفضاء الأوروبية تمويل مشروع كليبر في عام 2006 بسبب مخاوف تتعلق بمشاركة العمل، وبعد أن رفضت مرة أخرى تمويل تطوير سي إس تي إس في عام 2009 بسبب مخاوف استخدام روسيا للتكنولوجيا الجديدة لأغراض عسكرية، أمرت وكالة الفضاء الفيدرالية الروسية الشركات الروسية ببناء مركبة فضائية مأهولة جديدة. مُنحت شركة آر كيه كيه إنيرجيا عقدًا لبناء المركبة في 19 ديسمبر 2013.
من المقرر أن تكون مركبة أوريل قادرةً على حمل أطقم مكونة من أربعة رواد فضاء إلى مدار حول الأرض وما بعده في مهام تصل إلى 30 يومًا. وفي حال التحامها بمحطة فضائية، يمكن أن تبقى في الفضاء لمدة تصل إلى عام واحد، أي ضعفي مدة مركبة سويوز. سترسل المركبة الفضائية رواد الفضاء إلى مدار حول القمر، وهناك خطط لبناء محطة حول القمر تسمى المحطة المدارية القمرية.

## نظرة تاريخية
في السابق، أراد مسؤولو وكالة الفضاء الأوروبية الانضمام إلى برنامج كونستيلشن الأمريكي، مع تركيز ناسا على مركبة أوريون الفضائية الخاصة بها، لكنهم عرضهم رُفض. نتيجةً لذلك، قررت أوروبا الانضمام إلى روسيا للمشاركة في تطوير جيل جديد من المركبات الفضائية المأهولة. أصرت وكالة الفضاء الأوروبية على تصميم مشترك بدلًا من استخدام تصميم كليبر الروسي، ونتيجة لذلك ظهر مشروع سي إس تي إس الروسي الأوروبي. اكتملت الدراسة الأولية للمشروع بعد 18 شهرًا من سبتمبر 2006 إلى ربيع 2008، لكن المشروع ألغِي قبل انعقاد مؤتمر بين الدول الأعضاء في إيسا في نوفمبر 2008. قررت إيسا استخدام بعض تقنيات مشروع سي إس تي إس من مركبة النقل الفضائية الآلي الخاص بها.
تلقت وكالة الفضاء الروسية، روسكوزموس، مرارًا وتكرارًا مقترحات من مؤسسة خرونيتشيف الموجودة في موسكو لتطوير جيل جديد من المركبات الفضائية المأهولة اعتماد على تصميم مركبة تي كيه إس الفضائية التي ستُطلق على متن مركبة أنجارا الجديدة. نتيجة شرط بدء العمل على المركبة الفضائية الجديدة، قررت روسيا المضي قدمًا في المشروع بنفسها.
بحلول الربع الأول من عام 2009، أنهت روسكوزموس متطلباتها للجيل التالي من المركبات الفضائية المأهولة وتلقت مقترحات من شركتي آر كيه كيه إنيرجيا وخرونيتشيف. كانت هذه البداية الفعلية لمشروع بّي بّي تي إس. أصبحت الوكالة جاهزة أخيرًا لاختيار المطور الرئيسي للمركبة. رسميًا، تنافست شركتا آر كيه كيه إنيرجيا وخرونيتشيف على بناء المركبة.
على الرغم من أن وكالة روسكوزموس ظلت صامتةً بشأن المشروع، أدلى عدد من المسؤولين الروس بتصريحات لمحوا فيها عن المراحل المختلفة للمشروع. في 21 يناير 2009، قال رئيس روسكوزموس، أناتولي بيرمينوف، لصحيفة روسيسكايا غازيتا الروسية، أن روسيا ستمضي قدمًا على الأرجح في عملية التطوير للمركبة الفضائية المأهولة الجديدة بشكل مستقل. ووفقًا لبيرمينوف، أجرت الوكالة ومركزها الرئيسي للبحث والتصديق - تسنيماش - بالفعل اجتماعًا موسعًا للمجلس العلمي والتقني، إن تي إس، لفحص أنظمة النقل اللاحقة، بما في ذلك الجيل التالي من المركبات الفضائية المأهولة. بعد ذلك، ستختار الحكومة الشركة المطورة للمركبة الجديدة لمنحها عطاءً. أشار بيرمينوف إلى أنه من المتوقع أن تدخل المركبة الفضائية الجديدة الخدمة في غضون إطار زمني مشابه لمركبة أوريون الفضائية، لكن سيكون هناك خطة تطوير أكثر تفصيلًا مع التصميم الأولي للمركبة في منتصف عام 2010.